# Christian Ferdinand von Podewils
Christian Ferdinand von Podewils (* 17. Oktober  1768 in Sehmen; † 14. Januar 1831 in Brieg) war ein preußischer Generalmajor. 

## Leben
Er entstammte dem namhaften, in Pommern schlossgesessenen Adelsgeschlecht von Podewils. Seine Eltern waren der Erbherr auf Penken und Sehmen, Gottlieb Wilhelm von Podewils (1734–1775) und dessen Ehefrau Luise Charlotte Juliane, geborene von Reibnitz (1740–1784). Christian von Podewils war seit 1793 mit Karoline Wilhelmine Charlotte von Liebenroth (1774–1810) vermählt. Aus der Ehe gingen drei Töchter und drei Söhne hervor. Eine Tochter starb jung, die anderen beiden heirateten preußische Offiziere. Alle drei Söhne wurden ebenfalls Offiziere in der Preußischen Armee, so auch der spätere Generalmajor Ferdinand Friedrich Wilhelm Werner von Podewils (1801–1881). 
Podewils begann seine Laufbahn als Gefreitenkorporal im Infanterieregiment „von Rohr“. 1784 wurde er Portepeefähnrich, 1786 wirklicher Fähnrich, 1788 Sekondeleutnant und avancierte 1794 zum Adjutant des II. Bataillons. Podewils nahm dann 1794/95 an der Niederschlagung des Kościuszko-Aufstands teil, der letztlich in der Teilung Polens endete.
1798 wurde Podewils zum Premierleutnant befördert, 1803 zum Stabskapitän im Grenadierbataillon „von Vieregg“. 1806 nahm er am Vierten Koalitionskrieg teil und geriet vor Lübeck in Gefangenschaft. 1807 stand Podewils wieder bei der Truppe im Rang eines Kapitäns und war Kommandant auf der Spitze der Frischen Nehrung bei Pillau. 
1808 avancierte Podewils zum Kompaniechef im 2. Brandenburgischen Infanterie-Regiment. Noch im selben Jahr wechselte er in gleicher Funktion zum pommerschen Grenadierbataillon. 1812 wurde Podewils zum Major befördert und dann 1813 Kommandeur des pommerschen Grenadierbataillon. Podewils nahm nun an den Befreiungskriegen teil und focht bei Groß Beeren und Dennewitz. Für die Teilnahme an diesen Schlachten erhielt er das Eiserne Kreuz II. Klasse und den russischen Sankt-Annen-Orden II. Klasse. In der Völkerschlacht bei Leipzig wurde er verwundet und mit dem Eisernen Kreuz I. Klasse sowie dem russischen Sankt-Stanislaus-Orden II. Klasse ausgezeichnet. Danach beteiligte er sich an der Belagerung von Stettin und Magdeburg sowie an weiteren kriegerischen Auseinandersetzungen bei Hoyerswerda, Thießen und nochmals Leipzig.
Noch 1813 wurde Podewils Interimskommandeur des 13. Schlesischen Landwehr-Infanterieregiments, avancierte 1815 zum Oberstleutnant, war 1816 beim besoldeten Stamm des Breslauer Landwehrregiments und wurde 1819 zum Oberst befördert. 1820 wurde er zum II. Bataillon in Brieg versetzt. Dem Wunsch Podewils, Kommandant einer Festung zu werden, konnte nicht entsprochen werden, weil keine derartige Stelle frei war. 1829 erhielt er mit dem Charakter als Generalmajor und Pension seinen Abschied.